# تجمع البكري
تجمع البكرى قرية تابعة لمركز السادات في محافظة المنوفية في جمهورية مصر العربية.